# اورک (سرزمین میانه)

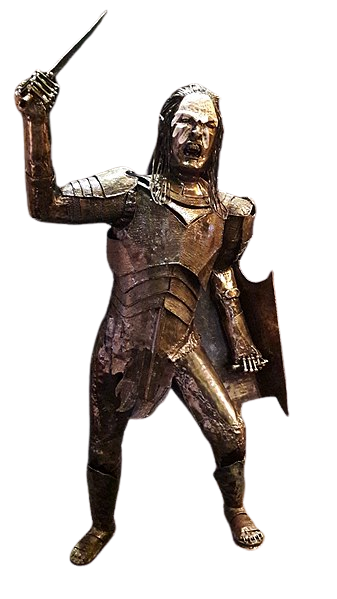
یک اورک با سلاح و سپر

اورک (انگلیسی: Orc) در مجموعه داستان‌های نوشتهٔ جی. آر. آر. تالکین، عبارت است از نژادی از موجودات که معمولاً در نقش سرباز یا همراه گروه‌های دیو سیرت برتر یا پست‌تر است. از اورک‌ها در سیلماریلیون، هابیت و ارباب حلقه‌ها یاد شده‌است. اورک‌ها به مورگوت، نخستین ارباب تاریکی، سائورون، دومین ارباب تاریکی و سارومان خدمت کرده‌اند.
اورک‌ها به صورت موجوداتی چندش‌آور و بدبخت به تصویر کشیده شده‌اند که همه حتی خودشان از آن‌ها نفرت دارد. آن‌ها از اربابانی که به آن‌ها خدمت می‌کنند نیز نفرت دارند و تنها از روی ترس کار می‌کنند. اورک‌ها توان ساخت هیچ چیز زیبایی را ندارند و هرچه می‌سازند برای آسیب رساندن به دیگران است.
تالکین در برخی کارهای اولیهٔ خود که به چاپ نرساند اورک‌ها را از گابلین‌ها جدا کرده بود اما در نهایت اورک و گابلین اشاره‌کننده به یک مفهوم است. در هابیت از لفظ گابلین و در ارباب حلقه‌ها از لفظ اورک استفاده شده‌است.

## واژه‌شناسی
عبارت ارک از orcneas در زبان انگلیسی باستان گرفته شده‌است که در شعر بیوولف آمده‌است و در توصیف گرندل، اشاره به فرزندان قابیل دارد. در سال ۱۹۵۴ تالکین توضیح می‌دهد که اورک در داستان‌هایش به معنی روح پلید یا به زبان عامیانه لولو است اما واژهٔ ارک در انگلیسی باستان از ارکوس یا خدای دنیای مردگان گرفته شده‌است.

## اورک در سرزمین میانی
عبارت اورک به معنی لولوخورخوره یا موجودی است که ایجاد ترس می‌کند. در زبان سینداری به آن‌ها اورچ در زبان دورف‌ها، خوزدول، به آن‌ها روخس و در زبان انسان‌ها به آن‌ها گُرگون می‌گویند. اما در زبان سیاه موردور به آن‌ها اوروک می‌گویند که نام اوروک-های (Uruk-hai) هم از همین‌جا گرفته شده‌است. خود واژهٔ اورک از زبان سرزمین روهان گرفته شده‌است.

## ویژگی‌ها

### ظاهر فیزیکی
اورک‌ها چهره‌ای زشت و چندش‌آور دارند. بزرگ‌ترین آن‌ها از نظر اندام می‌تواند به بزرگی یک انسان برسد اما معمولاً کوچکترند و برخی به کوچکی هابیت‌ها هستند. نژادی میانی بین انسان و اورک موجودی می‌شود با اندامی به بزرگی انسان اما با چهرهٔ گابلین. البته اورک‌هایی هستند که بسیار چهارشانه‌اند اما قد کوتاهی دارند. بسیاری از اورک‌ها دستانی دراز مانند میمون‌ها دارند برخی هم پشتی خمیده دارند، بینی آن‌ها پهن، دهان گشاد و چشمان باریکی دارند. خوانندگان داستان‌های تالکین به این موضوع اعتراض کرده‌اند چون چهره‌ای که از اورک‌ها وصف شده بود چیزی شبیه مغول‌ها بوده‌است.

### گونه‌ها
اورک‌ها گونه‌های متفاوت دارند، اوروک‌ها یا به زبان خودشان اوروک-هایها بزرگتر، نیرومندتر و پلیدترند و «سیاه» اند درحالی که اورک‌های کوچکتر ضعیف ترند و با نام اسناگا به معنی برده خوانده می‌شوند. سائورون اوروک-های‌هایی را به عنوان ابرسرباز و اورک‌های کوچکتری (نژاد کوچکتر با پوست سیاه) را به عنوان سیاه لشکر ایجاد کرد. در کتاب تاریخ سرزمین میانی از بُلداگ‌ها نام برده می‌شود آن‌ها مایاها در اندام اورک بودند.
همچنین سائورن اورک‌های دورگه، نیمی انسان و نیمی اورک هم ایجاد کرده بود، اورک‌های مرد و مردهای اورکی که در جریان حلقهٔ مورگوت به آن اشاره می‌کند. همچنین گابلین‌های مرد هم ایجاد شده بود که به عنوان جاسوس میان انسان‌ها و اورک‌ها و گاهی جاسوس دو جانبه کار می‌کردند. حتی برخی از این موجودات دورگهٔ آیزنگارد به شایر هم رسیده بودند.
اورک‌هایی وجود داشت که در خدمت هیچ‌کس نبود، این اورک‌ها در کوه گانداباد به عنوان پایتخت زندگی می‌کردند. اورک‌های کوه‌های مه‌آلود زیر فرمان «گابلین بزرگ» بودند سرزمین پیشین کوتوله‌ها، موریا، زیر فرمان ازاگ و پسرش بولگ بود. یکی از سرداران اورک‌ها به نام گُل-فیمبول اورک‌ها را از کوه گِرَم به شایر فرستاد.

### فرهنگ
تالکین دربارهٔ فرهنگ و لباس اورک‌ها خیلی سخن به میان نمی‌آورد اما اشاره کرده که اورک‌ها توان بالایی در ساخت دارو برای درمان زخم‌های عمیق دارند (زمانی که مری گرفتار اورک‌ها بود با داروی اورک‌ها زخم‌هایش بهبود یافت). اورک‌ها می‌توانند سلاح‌های نسبتاً مؤثری در برابر ابزارهای جنگی الف‌ها و کوتوله‌ها بسازند. اورک‌ها اغلب شمشیر و تیرهای کمان خود را زهرآگین می‌کنند (تیری که به ایسیلدور اصابت کرد) و آن‌ها آوازهای بسیار ترسناکی می‌خوانند. گابلین‌های کوه مه آلود که گونهٔ کوچکتر بودند ابزارهای ترسناکی را برای شکنجهٔ افراد یا کشتن آن‌ها ساخته بودند.
طبق نوشته‌های تالکین، اورک‌ها همیشه گرسنه‌اند، و همه گونه گوشتی می‌خورند از گوشت انسان گرفته تا اسب و حتی هم نوعشان.

### پیدایش
تالکین روش دقیقی برای ایجاد اورک‌ها اعلام نمی‌کند و جایی می‌گوید که نیروهای پلید نمی‌توانند موجودی را از هیچ خلق کنند با این حال فهرست روش‌های ایجاد اورک‌ها به قرار زیر است:

#### ساخته شده از خاک
تالکین در جایی گفته اورک‌ها از جادوی لجن و گِل با گرما، توسط مورگوت به وجود آمده‌اند. البته چندین بار تالکین اشاره می‌کند که تنها ارو ایلوواتار (خدا) می‌تواند موجودات را از هیچ خلق کند بنابراین اورک‌ها یا پست‌تر شدهٔ موجودات دیگرند یا خدا آن‌ها را در جایی آفریده‌است.

#### الف‌های شرقی (آواری)
در سیلماریلیون گفته می‌شود که اورک‌ها پست شده الف‌های شرقی (آواری) هستند که ملکور آن‌ها را گرفت، ذهن و بدنشان نابود شد و تبدیل به اورک شدند. احتمالاً دلیل اینکه اورک‌ها عمر طولانی در حدود چند صد سال دارند می‌تواند به این موضوع مربوط باشد، برای نمونه بولگ، پسر ازاگ ۱۴۰ سال پس از پدرش مُرد.

#### مایاهای هبوط کرده
تالکین در جایی اشاره می‌کند که اورک‌ها مایاهایی بودند که هبوط کردند و به شکل اورک درآمدند.